# Rio Jaguarão
Le rio Jaguarão (en espagnol Yaguarón) est un cours d'eau brésilien de l'État du Rio Grande do Sul. Il est navigable sur 32 kilomètres, de son embouchure à la municipalité de Jaguarão à l'extrême Sud du pays, avec 2,50 mètres de profondeur. 
La Lagoa Mirim fait en partie frontière avec l'Uruguay et reçoit les eaux du rio Jaguarão qui sépare les localités de Jaguarão et de Rio Branco, en Uruguay.